# Notogryps melanthus
Notogryps melanthus är en insektsart som beskrevs av Ronald Gordon Fennah 1965. Notogryps melanthus ingår i släktet Notogryps och familjen sporrstritar. Inga underarter finns listade i Catalogue of Life.